# Vasiliká (ort i Grekland, Grekiska fastlandet)
Vasiliká (Vasilika) är en ort i Grekland.   Den ligger i prefekturen Fthiotis och regionen Grekiska fastlandet, i den centrala delen av landet, 170 km nordväst om huvudstaden Aten. Vasiliká ligger 132 meter över havet och antalet invånare är 182.
Terrängen runt Vasiliká är varierad. Runt Vasiliká är det ganska glesbefolkat, med 21 invånare per kvadratkilometer. Närmaste större samhälle är Lamia, 19,1 km öster om Vasiliká. 